# Eugène Martin
Eugène Martin (Suresnes, 1915. március 24. – Aytré, 2006. október 12.) francia autóversenyző.

## Pályafutása
1949-ben megnyerte a Aix les Bains Circuit du Lac nevű versenyt.
1950-ben a Formula–1-es világbajnokság két futamán állt rajthoz. Eugène a brit és a svájci versenyen szerepelt, ám egy alkalommal sem ért célba. Ezentúl több, a világbajnokság keretein kívül rendezett Formula–1-es futamon is rajthoz állt ebben az időszakban.
Többször is részt vett a Le Mans-i 24 órás versenyen.

## Eredményei

### Teljes Formula–1-es eredménylistája
(Táblázat értelmezése)

(Félkövér: pole-pozícióból indult; dőlt: leggyorsabb kört futott) 

| Év   | Csapat                     | Modell              | Motor             | 1      | 2   | 3   | 4      | 5   | 6   | 7   | Helyezés | Pont |
| ---- | -------------------------- | ------------------- | ----------------- | ------ | --- | --- | ------ | --- | --- | --- | -------- | ---- |
| 1950 | Automobiles Talbot-Darracq | Lago-Talbot T26C-DA | Talbot Straight-6 | GBR Ki | MON | 500 | SUI Ki | BEL | FRA | ITA | -        | 0    |

### Le Mans-i 24 órás autóverseny
| Év   | Csapat           | Autó           | Csapattárs       | Helyezés |
| ---- | ---------------- | -------------- | ---------------- | -------- |
| 1952 | Auguste Lachaize | Porsche 356/4  | Auguste Lachaize | Kiesett  |
| 1953 | Gustave Olivier  | Porsche 356    | Gustave Olivier  | Kiesett  |
| 1958 | Jean Thépenier   | Maserati 200SI | Michel Dagorne   | Kiesett  |